# Cikiwul
Cikiwul is een bestuurslaag in het regentschap Kota Bekasi van de provincie West-Java, Indonesië. Cikiwul telt 26.184 inwoners (volkstelling 2010).